# City Botanic Gardens
Il City Botanic Gardens (ex Brisbane Botanic Gardens) è un giardino botanico, dichiarato patrimonio culturale, sito in Alice Street, nel Distretto affaristico centrale di Brisbane, nel Queensland, in Australia. Erano anche conosciuti come Queen's Park. Si trovano a Gardens Point e sono delimitati dal fiume Brisbane, da Alice Street, da George Street, da Parliament House e dal campus Gardens Point della Queensland University of Technology.
I giardini sono i più antichi di Brisbane, con molte specie botaniche rare e insolite. In particolare presentano una collezione speciale di cicadee, palme, ficus e bambù.
I City Botanic Gardens sono stati inseriti nel Queensland Heritage Register il 3 febbraio 1997. Il Queensland Heritage Register descrive i giardini come "il paesaggio culturale più significativo e non aborigeno del Queensland, con una storia orticola continua dal 1828, senza alcuna significativa perdita di superficie o cambiamento d'uso nel corso di questo periodo. Rimane il principale parco pubblico e struttura ricreativa della capitale del Queensland, ruolo che ha svolto dall'inizio degli anni 1840".

## Storia
Gran parte degli attuali giardini botanici furono esaminati e selezionati come sito per un giardino pubblico, nel 1828, dal botanico coloniale del Nuovo Galles del Sud Charles Fraser, tre anni dopo l'istituzione dell'insediamento penale di Moreton Bay nel vicino North Quay a Brisbane. Originariamente i giardini furono piantati dai detenuti, nel 1825, con colture alimentari per nutrire la colonia carceraria.
Nel 1855 una porzione di diversi ettari fu dichiarata Riserva botanica. Nello stesso anno Walter Hill fu nominato curatore della Riserva, carica che mantenne fino al 1881, dando inizio a un programma di semina sperimentale. Alcuni degli alberi più vecchi piantati nei giardini furono i primi della loro specie a essere piantati in Australia, grazie agli esperimenti di Hill per acclimatare le piante. Gli esperimenti servirono all'ottenimento di risultati pratici. Le piante con potenziale valore commerciale vennero testate nei giardini, prima per vedere se erano vitali, per determinare ciò di cui avevano bisogno per la crescita e se fosse possibile realizzarne un profitto. Hill introdusse alberi di mango, papaia, zenzero, tamarindo, mogano, poinciana e jacaranda, nonché tabacco, canna da zucchero, vite, grano, frutti tropicali, tè, caffè, spezie e piante tessili. Incoraggiò il lavoro del pioniere dello zucchero, John Buhot, che culminò nella prima produzione di zucchero semolato nel Queensland nell'aprile 1862. Nel sito in cui è stata coltivata per la prima volta la canna da zucchero è stato eretto un cairn. Hill sostenne anche il lavoro della Queensland Acclimatization Society, che venne costituita nel 1862, e l'Orto botanico fu il punto di propagazione e distribuzione per le importazioni della Società. 

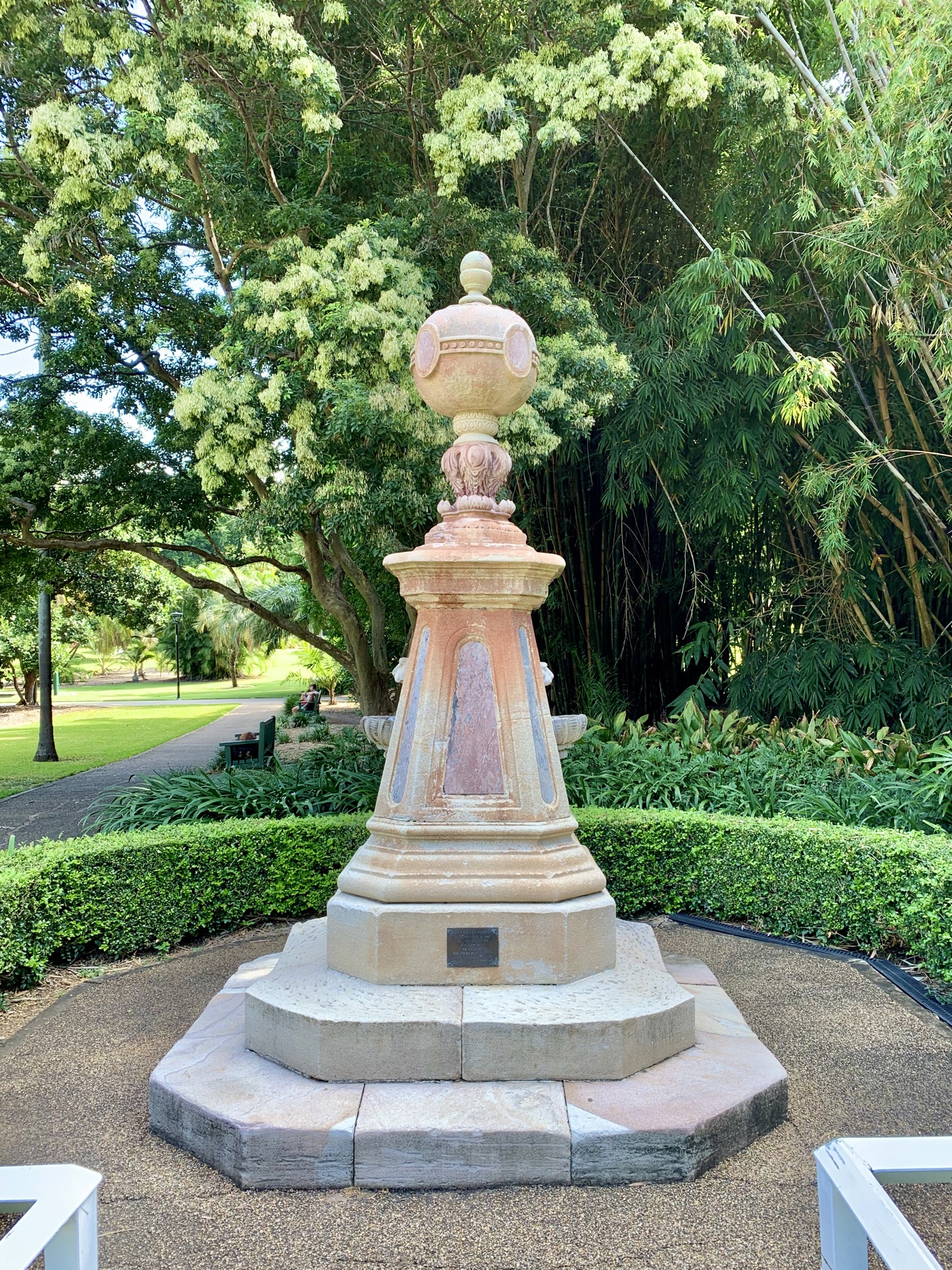
Fontana di Walter Hill, 2020

Nel 1866 Hill era riuscito ad ampliare l'estensione dei giardini botanici a circa undici ettari. Quattro ettari costituiti da una fascia lungo Alice Street non facevano parte dei giardini, ma fungevano da parco e campo sportivo, noto come Queen's Park. I primi lavori di costruzione nell'area compresero il cottage di un sovrintendente, alla fine degli anni cinquanta del XIX secolo, una piattaforma per una batteria di cannoni, all'inizio degli anni sessanta, una recinzione in pietra e ferro intorno a Queen's Park nel 1865-66 [utilizzando la pietra della vecchia prigione su Petrie Terrace] e una fontana nel 1867. La fontana, progettata dall'architetto coloniale Charles Tiffin, venne eretta solo un anno dopo che l'acqua proveniente dal bacino idrico di Enoggera era stata introdotta a Brisbane. In seguito divenne nota come la fontana di Walter Hill. 
Una fila di ficus benjamina fu piantata negli anni 1870. Hill piantò anche viali di pini Bunya e pini Cook. 

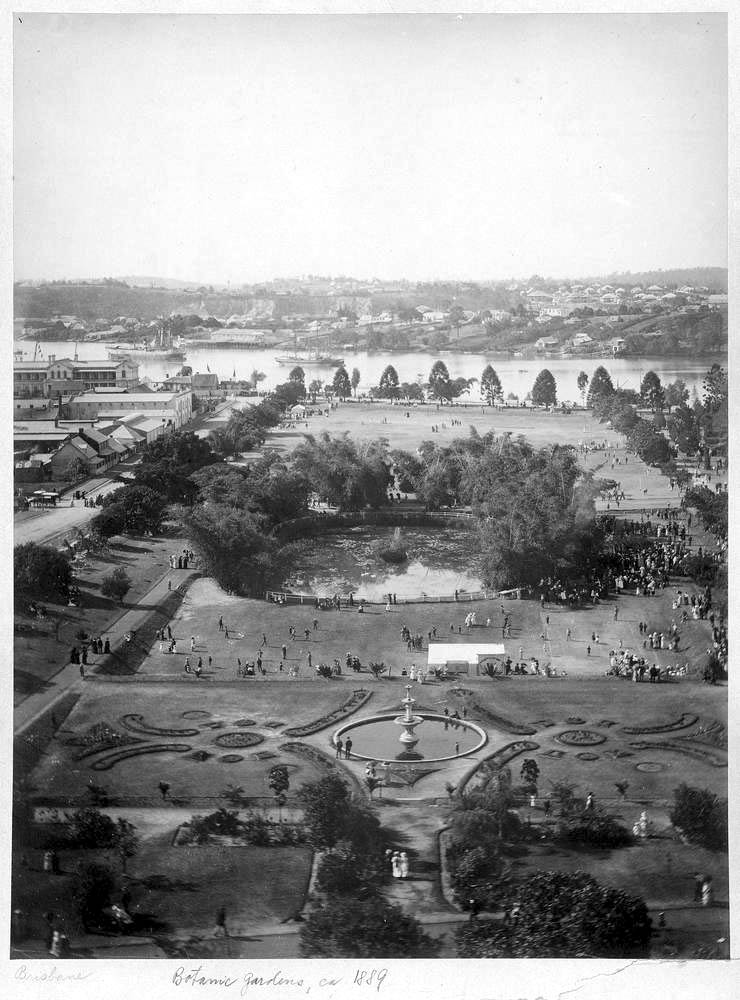
Queen's Park nel 1880

L'attività scientifica è stata completata dall'uso ricreativo pubblico dei giardini, insieme al Domain e a Queen's Park. Nel 18808 alcuni dei lavori scientifici precedentemente eseguiti nei Giardini botanici venivano svolti dalla Queensland Acclimatization Society a Bowen Park. L'erbario e la biblioteca botanica furono spostati dai giardini per un certo periodo, ma furono reinseriti nel 1905 quando John Frederick Bailey fu nominato curatore dei giardini. 
La fornitura di elettricità sotterranea per l'illuminazione venne installata nel 1907.
Il dragaggio estensivo di Gardens Point, nel 1915, portò alla rimozione di circa 3,6 ettari dal Domain (il lato meridionale di Gardens Point) e dai Botanic Gardens, ma l'anno successivo la fusione dei Gardens con Queens Park e parte del Domain portò ai nuovi Botanic Gardens estesi circa venti ettari. 
I giardini botanici della città furono costituiti dalla fusione dei giardini botanici originali con il Domain (il lato meridionale di Gardens Point) e il Queen's Park nel 1916, portando la loro superficie totale a circa venti ettari; Queen's Park comprendeva una striscia di quattro ettari lungo Alice Street, che originariamente fungeva da parco e campo sportivo, dove si tenevano regolarmente partite di cricket e calcio. L'ex casetta del curatore, costruita per John Frederick Bailey, curatore dal 1905 al 1917, è ora un caffè. 
Il "City of Brisbane Act" del 1924 trasferì la responsabilità dei giardini botanici al Brisbane City Council, ma l'erbario rimase come parte del Queensland Department of Agriculture and Stock. 
A causa della vicinanza al fiume, i giardini botanici sono stati allagati nove volte tra il 1870 e il 2011. A causa del fatto che molte piante sono state spazzate via dalla piena, il Brisbane City Council ha istituito un nuovo giardino botanico a Mount Coot-tha. Dall'apertura dei giardini botanici di Mount Coot-tha a metà degli anni settanta, i giardini botanici di Brisbane sono diventati principalmente un luogo ricreativo. Il nuovo sviluppo dei giardini alla fine degli anni ottanta ha visto l'introduzione di nuove strutture ricreative e lavori di restauro sull'ex recinzione di Queen's Park. 
I giardini furono anche la casa, per oltre cento anni, di Harriet, una tartaruga che, secondo quanto riferito, fu raccolta da Charles Darwin durante la sua visita alle isole Galápagos nel 1835 e donata ai Giardini nel 1860 da John Clements Wickham, ex comandante della HMS Beagle e successivamente Ministro residente per Moreton Bay. Harriet è stata chiamata così in onore di Harry Oakman, curatore dei giardini dal 1945 al 1962 e creatore dello zoo (ora eliminato) dei giardini. Lo zoo è stato chiuso nel 1952. Harriet ha vissuto i suoi ultimi anni all'Australia Zoo, fino alla morte nel giugno 2006.

## Descrizione

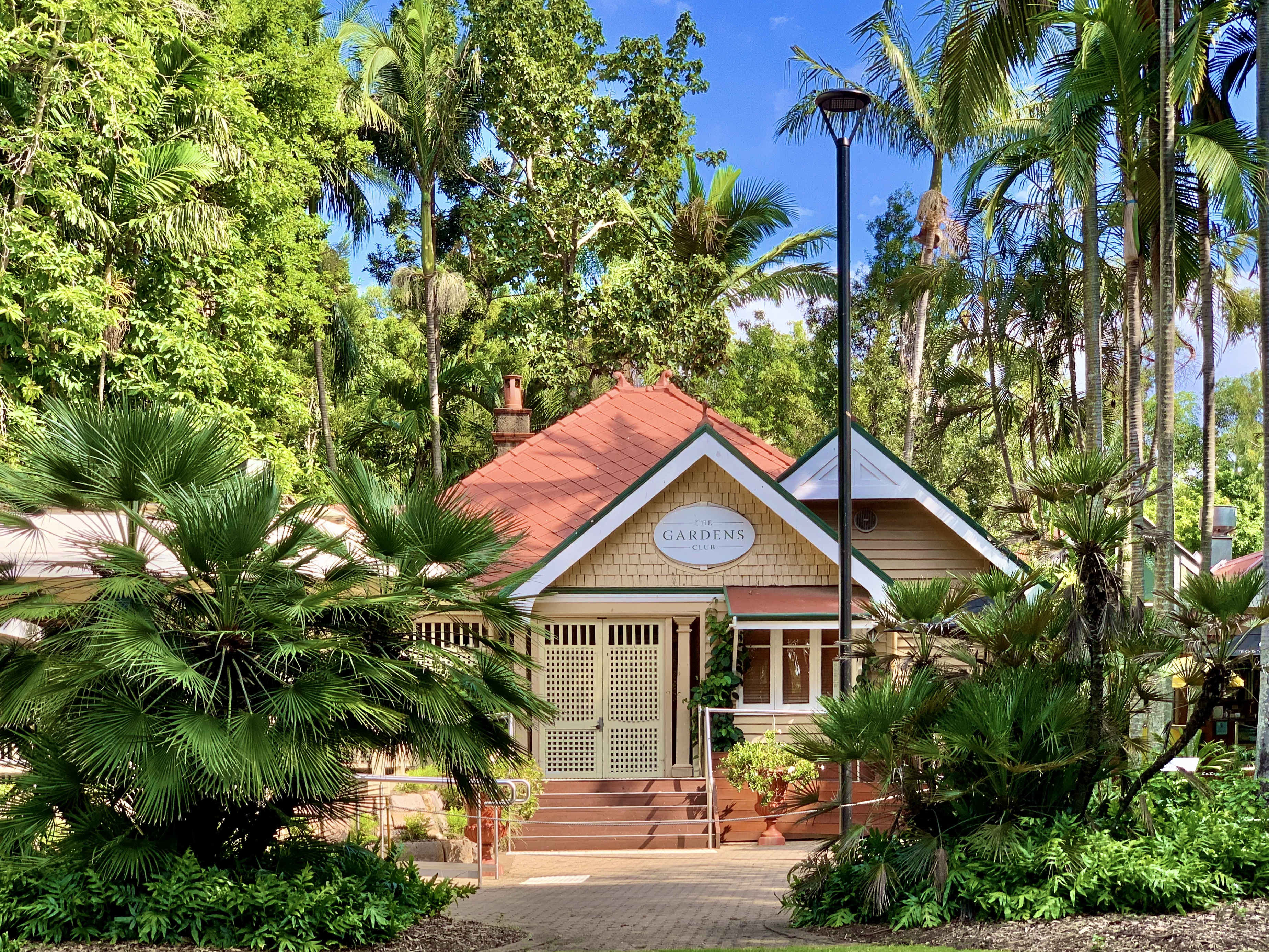
Casa del curatore (ora caffè), 2020

I Brisbane Botanic Gardens, che occupano venti ettari, sono delimitati dalle strade George e Alice e dal fiume Brisbane. Comprendono tre sezioni principali: l'ex Queen's Park lungo Alice Street, i giardini botanici veri e propri (adiacenti al fiume) e l'ex Government Domain sul retro della Queensland University of Technology (precedentemente parte dei terreni della Old Government House). 
Situati in un terreno ondulato, i giardini sono delimitati da grandi alberi da ombra che creano anche viali e boschetti. Un lago e prati, giardini e strutture formali offrono una varietà di attività ricreative. Una serie di percorsi di interconnessione collega il lago con altri percorsi perimetrali. 

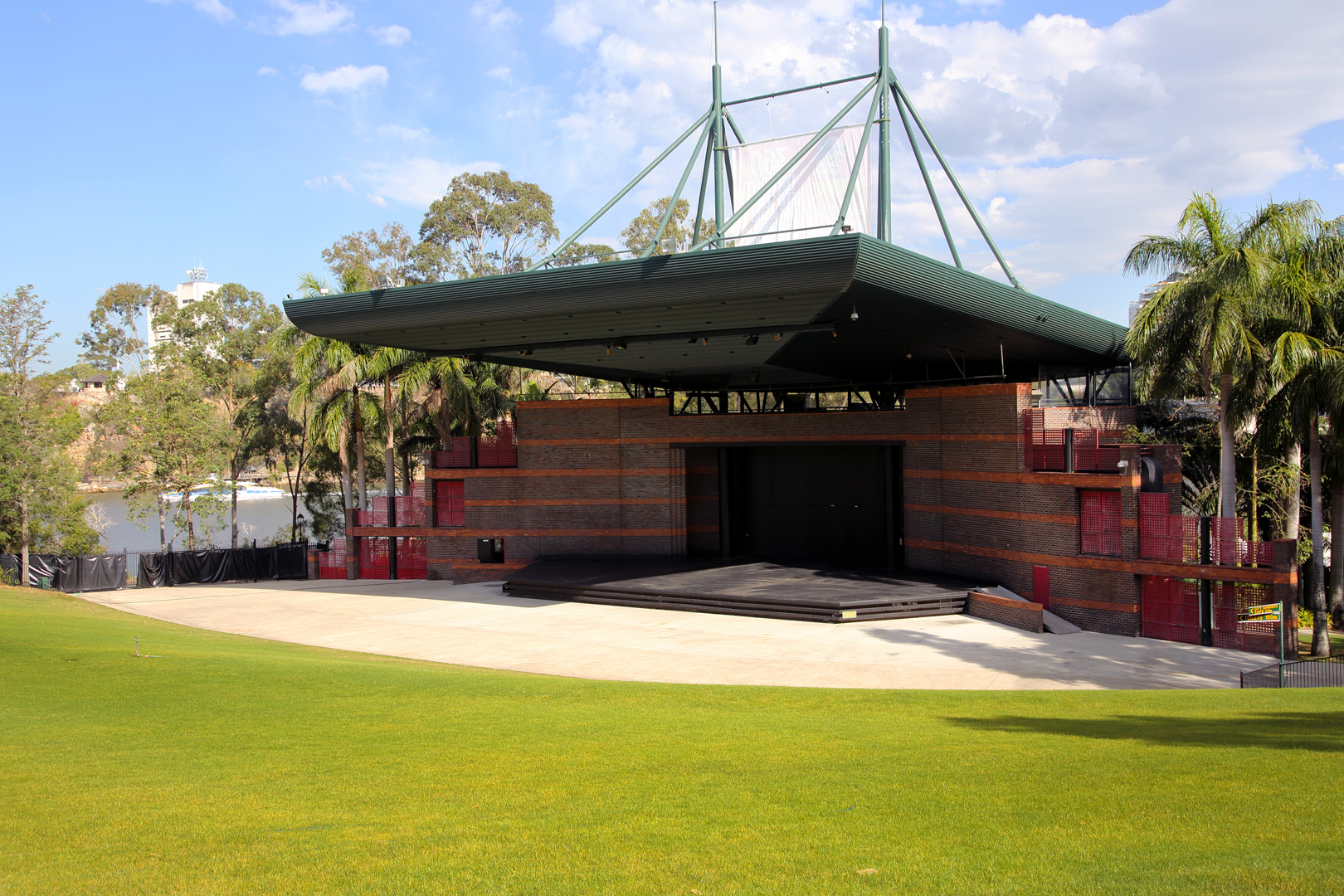
Riverstage, 2014

I giardini contengono un viale di Araucaria bidwillii piantato nel 1850 e un viale di Ficus benjamina piantato negli anni 1870. Contiene anche una serie di altre piante rare, in particolare palme e ficus - alcune in disposizioni di impianto formale all'interno dei prati, altre all'interno di giardini piantumati in massa - e un viale di Cook Pines (Araucaria columnaris). 

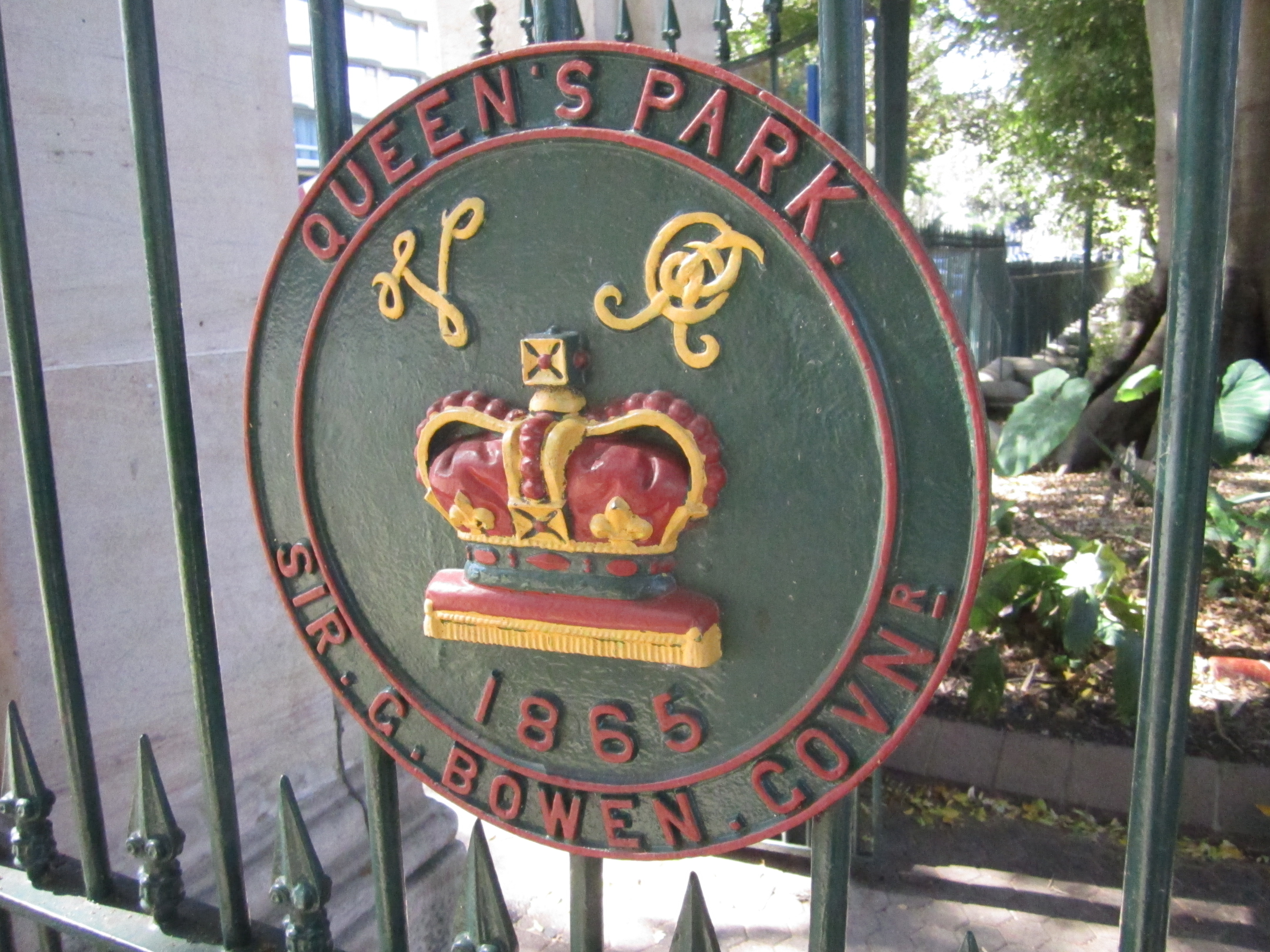
Logo del Queen's Park Gate del 1865, come esisteva nel 2012

Un basso muro di pietra (1860) sormontato da una ringhiera in ferro corre lungo Alice Street e si estende fino a George Street. Grandi cancelli in ferro consentono l'accesso alle strade George, Albert ed Edward. Un cottage degli anni 1900, con elementi decorativi Arts and Crafts, si trova all'estremità meridionale dei giardini su una collina nota come Residence Hill. Questo edificio è circondato da alberi e arbusti, alcuni dei quali sono sopravvissuti alle piantagioni di fine 1850 e inizio 1860. Il City Gardens Cafe è stato gestito dalla casa per molti anni; dal 2016 è gestito come The Garden Club.
In una conca a nord di Residence Hill si trova la fontana Walter Hill. Si erge su una base ottagonale a gradini di tre ordini. Il corpo della fontana continua questa forma ma si assottiglia verso la sua sommità. Le fontanelle a forma di leone, attualmente non funzionanti, e le vasche sono di marmo bianco, in contrasto con il freestone del resto della struttura. 
A sud di Residence Hill c'è un anfiteatro erboso degli anni ottanta, noto come Riverstage, che si affaccia su un palco accanto al fiume. Altre strutture di pubblica utilità e ricreative sono sparse nei giardini.

## Accesso e servizi

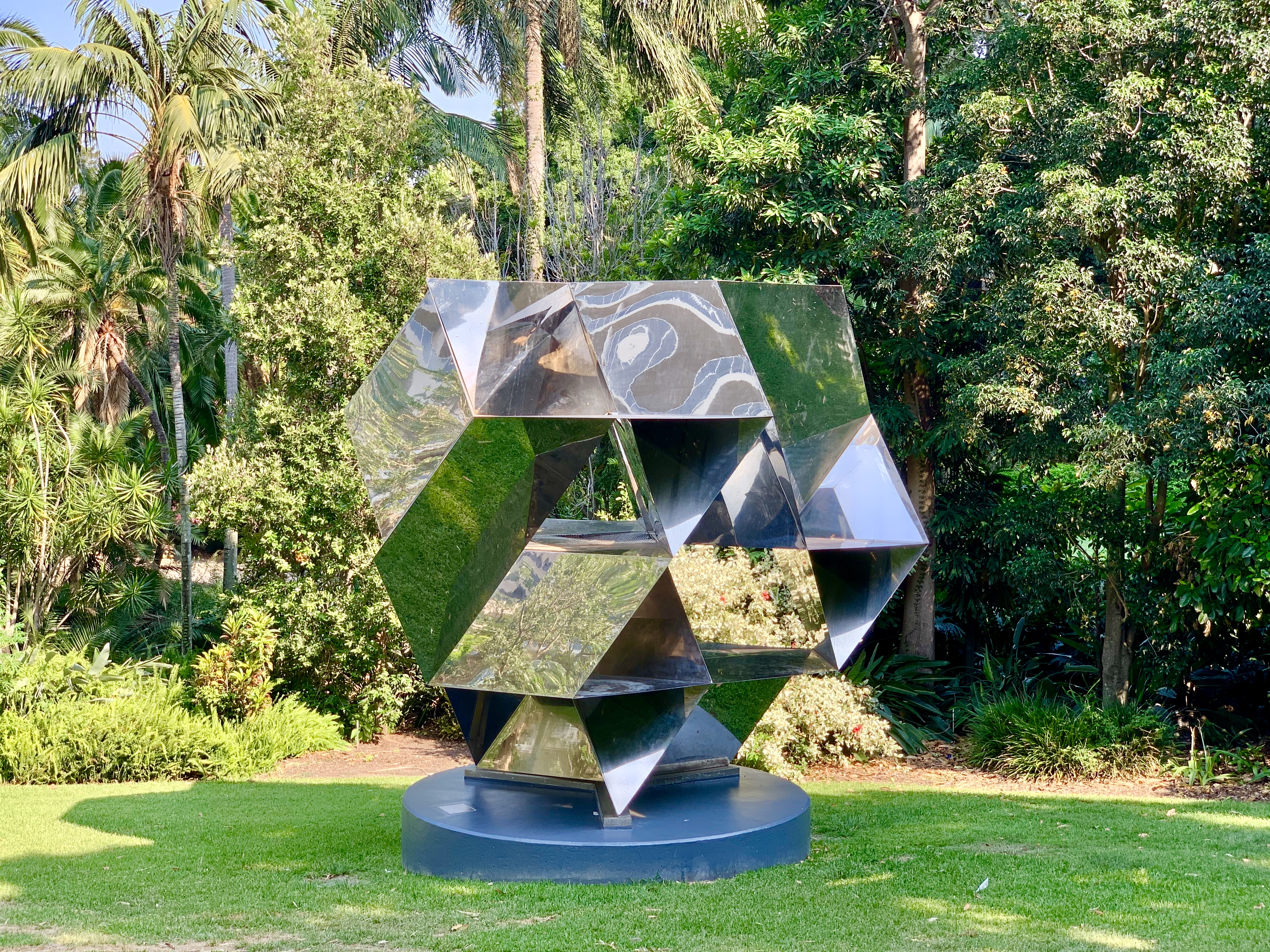
Morning Star II di Jon Barlow Hudson

I giardini sono accessibili da Alice Street, dal Goodwill Bridge e dai traghetti del Brisbane City Council e dai CityCats presso i moli di Gardens Point e Eagle St. Sono aperti 24 ore su 24 con percorsi illuminati di notte.
Nei giardini sono presenti:

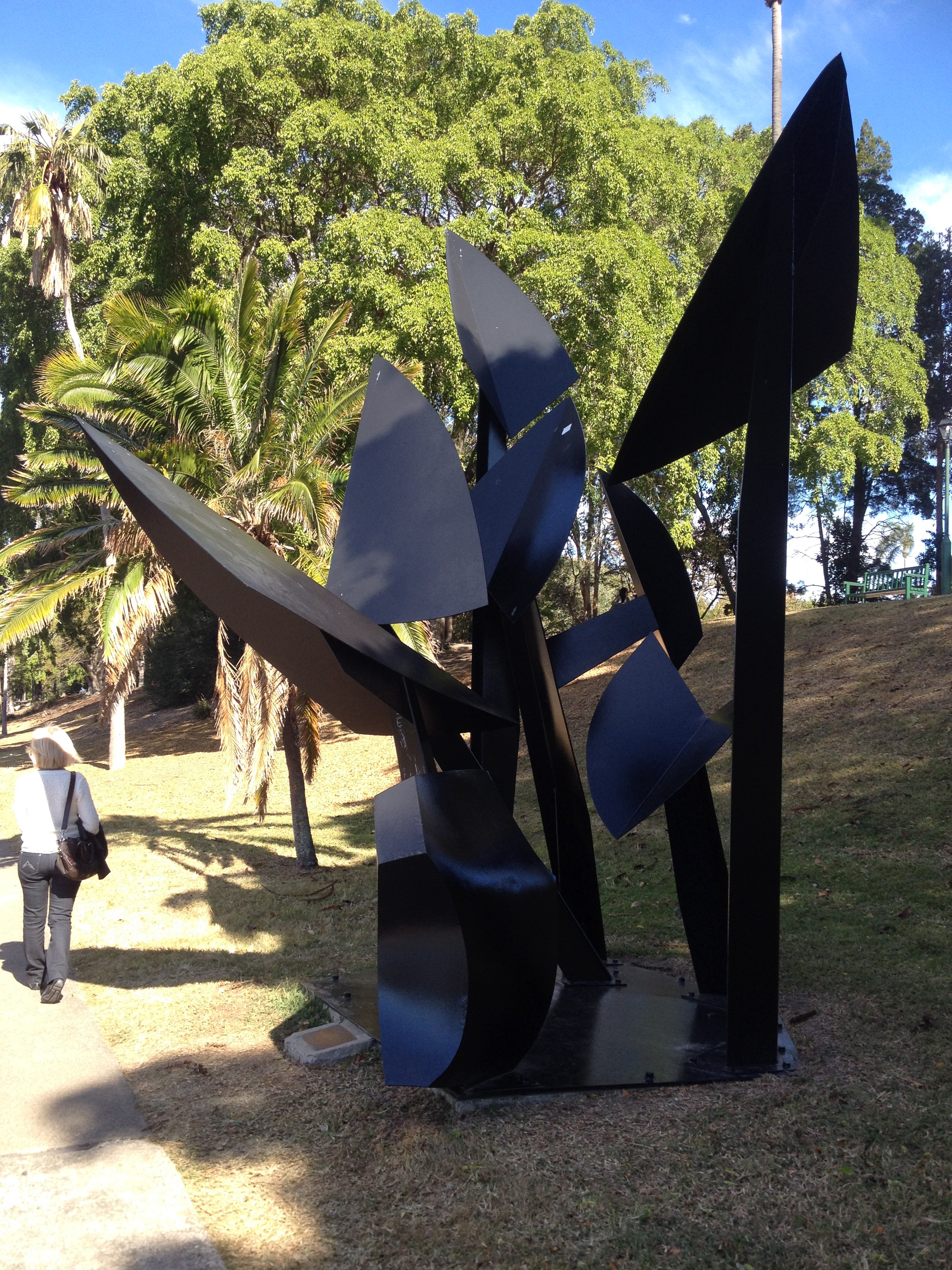
Forma vegetale di Robert Juniper

- Stazione di noleggio biciclette all'ingresso di Albert Street
- Morning Star II di Jon Barlow Hudson (da World Expo 88)
- Forma vegetale di Robert Juniper

## Elenco del patrimonio
Il Brisbane Botanic Gardens è stato inserito nel Queensland Heritage Register il 3 febbraio 1997 e ha soddisfatto i seguenti criteri. 
Il luogo è importante per dimostrare l'evoluzione o il modello della storia del Queensland.
I giardini botanici di Brisbane sono storicamente importanti come il paesaggio culturale più significativo e non aborigeno del Queensland, con una storia orticola continua dal 1828, senza alcuna significativa perdita di superficie o cambiamento di utilizzo nel tempo. Rimangono il principale parco pubblico e struttura ricreativa della capitale del Queensland, ruolo che hanno svolto dall'inizio degli anni 1840. 
Il luogo mostra aspetti rari, non comuni o in via di estinzione del patrimonio culturale del Queensland.
Le collezioni di piante risalgono al 1850, molte delle quali furono piantate da Walter Hill, il primo direttore dei giardini botanici. Molti degli esemplari sono rari in coltivazione o molto antichi o entrambe le cose. Molte importanti introduzioni di piante nel Queensland, sia di natura agricola sia ornamentale, possono essere ricondotte direttamente ai giardini botanici di Brisbane e al lavoro dei suoi primi curatori. 
Il luogo è importante per dimostrare le principali caratteristiche di una particolare classe di luoghi culturali.
Questi giardini sono importanti per dimostrare le caratteristiche principali di un giardino pubblico e botanico in evoluzione risalente alla metà del XIX secolo, contenente i giardini antichi più estesi del Queensland. Nei giardini ci sono una serie di strutture storiche, tra cui la Walter Hill Drinking Fountain (1867), l'ex padiglione della banda (1878), i muri di cinta, i cancelli e le ringhiere in ghisa (1865-85), l'ex rifugio della fossa degli orsi (1905), l'ex residenza del curatore (1909) [ora chiosco], il muro del fiume da Edward Street al Dominion (1918), la scala meridionale in pietra sulla riva del fiume (1918-1919) e le scale in pietra centrale e settentrionale (entrambe del 1923-1924). Il luogo contiene anche una serie di primi progetti ingegneristici storicamente significativi, tra cui il sistema di drenaggio delle acque piovane (dal 1865 in poi), l'approvvigionamento idrico dalla diga di Enoggera (1867) e la fornitura di elettricità sotterranea per scopi di illuminazione (1907). 
Il posto è importante per il suo significato estetico.
I giardini botanici di Brisbane sono significativi come un punto di riferimento di Brisbane e per la loro bellezza e i valori naturali della fauna selvatica come la principale area paesaggistica verdeggiante nel quartiere centrale degli affari della città. 
Il luogo ha un'associazione forte o speciale con una particolare comunità o gruppo culturale per ragioni sociali, culturali o spirituali.
Molti importanti eventi sociali hanno avuto luogo all'interno dei giardini e il luogo è generalmente tenuto in grande considerazione dalla comunità locale ed è una destinazione popolare per i visitatori di Brisbane. 
Il luogo ha un'associazione speciale con la vita o il lavoro di una particolare persona, gruppo o organizzazione importante nella storia del Queensland.
Il luogo ha un'associazione speciale con il lavoro pionieristico dei curatori Walter Hill (1855–1881), Philip John MacMahon (1889–1905) John Frederick Bailey (1905–1917) ed Ernest Walter Bick (1917-1939).